# 圣乔治德普瓦雪
圣乔治德普瓦雪（法語：Saint-Georges-de-Poisieux，法語發音：[sɛ̃ ʒɔʁʒ də pwazjø]）是法国谢尔省的一个市镇，属于圣阿芒蒙龙区。

## 地理
圣乔治德普瓦雪（46°40'43"N, 2°29'31"E）面积15.61 平方千米，位于法国中央-卢瓦尔河谷大区谢尔省，该省份为法国中部省份，北起卢瓦雷省，西接卢瓦-谢尔省和安德尔省，南至克勒兹省，东南接阿列省，东临涅夫勒省。
与圣乔治德普瓦雪接壤的市镇（或旧市镇、城区）包括：旧艾奈、阿尔孔、布宰、拉瑟莱特、德勒旺、法韦尔迪讷、拉格鲁特、聖阿芒蒙龍。

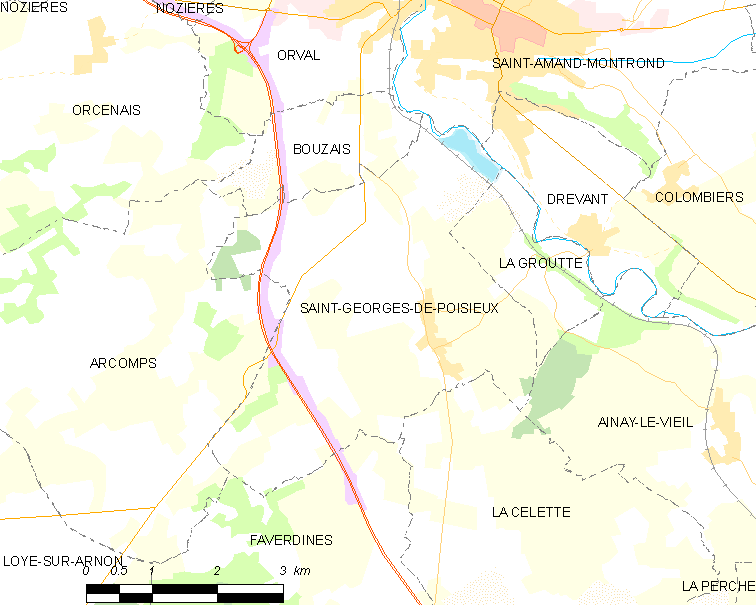
圣乔治德普瓦雪的OSM定位图

圣乔治德普瓦雪的时区为UTC+01:00、UTC+02:00（夏令时）。

## 行政
圣乔治德普瓦雪的邮政编码为18200，INSEE市镇编码为18209。

## 政治
圣乔治德普瓦雪所属的省级选区为沙托梅扬县。

## 人口

1962-2008年间圣乔治德普瓦雪人口变化图示

圣乔治德普瓦雪于2022年1月1日时的人口数量为435人。